# NGC 3362
NGC 3362 est une (vaste ?) galaxie spirale intermédiaire relativement éloignée et située dans la constellation du Lion. NGC 3362 a été découverte par l'astronome allemand Albert Marth en 1865.

## Caractéristiques
La classe de luminosité de NGC 3362 est III et elle présente une large raie HI. C'est aussi une galaxie active de type Seyfert 2.

### Distance
Sa vitesse par rapport au fond diffus cosmologique est de 8 676 ± 25 km/s, ce qui correspond à une distance de Hubble de 128,0 ± 9,0 Mpc (∼417 millions d'al).
À ce jour, trois mesures non basées sur le décalage vers le rouge (redshift) donnent une distance de 95,800 ± 3,984 Mpc (∼312 millions d'al), ce qui est à l'extérieur des valeurs de la distance de Hubble. Notons que c'est avec la valeur moyenne des mesures indépendantes, lorsqu'elles existent, que la base de données NASA/IPAC calcule le diamètre d'une galaxie et qu'en conséquence le diamètre de NGC 3362 pourrait être d'environ 52,6 kpc (∼172 000 al) si on utilisait la distance de Hubble pour le calculer.

### Classification
Wolfgang Steinicke et le professeur Seligman classe NGC 3362 comme une spirale ordinaire. L'image provenant des données SDSS montre un début de barre flou et le classement de spirale intermédiaire semble approprié.

## Paire de galaxies
Les galaxies NGC 3362 et UGC 5892 (noté 1044+0731 pour CGCG 1044.8+0731 dans l’article de Mahtessian) sont dans la même région de la sphère céleste et à peu près à la même distance de la Voie lactée. Selon Abraham Mahtessian, elles forment une paire de galaxies. La distance d'UGC 5892 est de 124,4 ± 8,7 Mpc (∼406 millions d'al)

## Trou noir supermassif
Selon les auteurs d'un article publié en 2002, la masse du trou noir central de NGC 3362 est de 5,89 x 106{\displaystyle M_{\odot }} (106,77{\displaystyle M_{\odot }}).  
Une étude  réalisée en 2007  auprès de 90 galaxies de type Seyfert 2 utilisant la dispersion des vitesses a permis d'estimer la masse des trous noirs supermassifs centraux de celles-ci. Pour NGC 3362, la masse du trou noir est égale à 5,9 × 106 {\displaystyle M_{\odot }} (106,77).

## Supernova
La supernova SN 2010ct a été découverte dans NGC 3363 le 15 mai 2010 par S.B. Cenko, W. Li et A.V. Filippenko dans le cadre du programme LOSS (Lick Observatory Supernova Search) de l'observatoire Lick. Cette supernova était de type II.